# تأثيرات هجمات 11 سبتمبر الثقافية
ولدت هجمات 11 سبتمبر (9\11) تأثيرات بالغة وطويلة الأمد امتدت أبعد من الجغرافيا السياسية في المجتمع والثقافة بشكل عام. تضمنت الاستجابة الفورية لأحداث 11 سبتمبر تركيز المجتمع بشكل أكبر على الحياة المنزلية وقضاء الوقت مع العائلة، مع ازدياد الحضور إلى الكنيسة، وازدياد التعبير عن الوطنية عن طريق رفع الأعلام الأمريكية مثلًا. استجاب صنّاع الراديو عن طريق إزالة بعض الأغاني من قوائم التشغيل. استخدمت الهجمات لاحقًا كخلفية أو سرد أو عناصر ضمن مواضيع الأفلام والتلفزيون والموسيقى والأدب. عكست البرامج التلفزيونية التي عُرضت بالإضافة إلى البرامج التي طُورت بعد 11 سبتمبر مخاوف ثقافية بعد الهجمات. انتشرت نظريات مؤامرة 11 سبتمبر وأصبحت ظاهرة اجتماعية رغم نقص دعمها من قبل العلماء والمهندسين والمؤرخين. كان لأحداث 11 سبتمبر أيضًا تأثير كبير على العقيدة الدينية لكثيرين؛ إذ عززته بالنسبة للبعض من أجل إيجاد عزاء للتعامل مع فقدان أحبائهم والتغلب على حزنهم. وبدأ الآخرون في التشكيك في دينهم أو فقدوا إيمانهم تمامًا، لأنهم لم يتمكنوا من التوفيق بينه وبين وجهة نظرهم حول الدين.
لوحظت ثقافة الولايات المتحدة التي خلفت الهجمات عن طريق تعزيز الأمن وزيادة الطلب عليه، وكذلك جنون الريبة والشك والقلق بشأن الهجمات الإرهابية المستقبلية التي قد تشمل معظم الأمة. أكد علماء النفس أيضًا أن هناك قدرًا متزايدًا من القلق القومي أثناء السفر الجوي التجاري. 
كانت التغطية الإعلامية واسعة النطاق -نظرًا لأهمية الهجمات- بما في ذلك الصور الحية المزعجة، والخطابات المطولة حول الهجمات بشكل عام، ما أدى إلى أيقونية ومعنى أكبر مرتبط بالحدث. وصفها دون ديللو أنها «الحدث المحدد لعصرنا». ولدت الهجمات عددًا من العبارات والشعارات، التي ما يزال الكثير منها قيد الاستخدام بعد نحو عقدين من الزمن.

## الاستجابة الإعلامية
تمتلك الهجمات من خلال النسخ التي لا نهاية لها في وسائل الإعلام والثقافة الشعبية معاني ثقافية مهمة للعديد من الناس:«تنتشر الهجمات بصفتها موضوعًا مركزيًا أو خلفية تاريخية في عدد لا يحصى من الأعمال الفنية الشاهدة على تعقيد هجمات 11 سبتمبر واعتبارها حدثًا تاريخيًا وسياسيًا وإعلاميًا، والمساهمة في التفاوض على معناها الثقافي». وفيما يتعلق بهجمات 11 سبتمبر وحادثة بيرل هاربر قال آرثر نيل:
«نحن نخلق العالم من خلال تصوراتنا له ونسعى للحفاظ على المنطقة والعالم بطريقة تتماشى مع معتقداتنا حوله. ومن خلال هذه الإنشاءات الرمزية، تُزود بأطر قابلة للاستخدام من أجل تشكيل ذكرياتنا وتنظيمها في أنظمة متماسكة المعنى». 

### تصوير مركز التجارة العالمي
حذف اثنان من الأفلام والبرامج التلفزيونية المشاهد أو الحلقات التي صوُرت ضمن مركز التجارة العالمي بعد هجمات 11 سبتمبر. على سبيل المثال: جرت إزالة حلقة ذا سيمبسونز «مدينة نيويورك في مواجهة هومر سيمبسون»، التي بُثت لأول مرة في عام 1997 بعد الهجمات لأن أحد المشاهد كان قد أظهر مركز التجارة العالمي. لم تعد تبث الأغاني التي ذكرت مركز التجارة العالمي على الراديو، وأُجلت تواريخ إصدار بعض الأفلام، كالأفلام المقرر إصدارها عام 2002 مثلًا: سايدووكس أوف نيويورك، وبيبل آي نو، وسبايدرمان، حتى يتمكن المنتجون من إزالة المشاهد التي تضمنت مركز التجارة العالمي. كان لا بد من تعديل فيلم كيسينغ جيسيكا ستين 2001 -الذي عُرض في مهرجان تورونتو السينمائي الدولي قبل يوم واحد من الهجمات- قبل إصداره للجمهور العام، بحيث يمكن لصانعي الأفلام حذف المشاهد التي تصور مركز التجارة العالمي. 
ذكرت حلقات وأفلام أخرى الهجمات بشكل مباشر، أو صورت مركز التجارة العالمي في سياقات بديلة. بالإضافة إلى تسريع إنتاج بعض الأفلام الموجهة للعائلات بسبب الطلب الكبير على هذا النوع بعد الهجمات. انخفض الطلب على أفلام الرعب والحركة، ولكن في غضون فترة زمنية قصيرة عاد الطلب إلى طبيعته. بحلول الذكرى الأولى للهجمات، أُنتج أكثر من ستين «فيلمًا تذكاريًا». انتُقد صانعو الأفلام بسبب إزالتهم المشاهد المتعلقة بمركز التجارة العالمي. قالت ريتا كيمبلي في صحيفة واشنطن بوست:«إذا مسحنا الأبراج من فننا، فإننا نمسحها أيضًا من ذكرياتنا».  قارن المؤلف دونالد لانغميد هذه الظاهرة برواية 1984 التي أُصدرت عام 1949 م، التي «تُصحح» العلامات التاريخية للأحداث بأثر رجعي. عارض صانعو أفلام آخرون كمايكل بي مثلًا -الذي أخرج فيلم أرمجدون 1998- إزالة الإشارات بأثر رجعي إلى مركز التجارة العالمي بناءً على مواقف ما بعد 11 سبتمبر.
أُصدر فيلم أوليفر ستون مركز التجارة العالمي -أول فيلم فحص بالتحديد آثار الهجمات على مركز التجارة العالمي، على النقيض من التأثيرات في أماكن أخرى- في عام 2006. بعد عدة سنوات من الهجمات، أُرجعت أعمال مثل «مدينة نيويورك في مواجهة هومر سيمبسون» إلى العرض. حافظ متحف 11 سبتمبر الوطني على العديد من الأعمال التي تحتوي على صور لمركز التجارة العالمي الأصلي.

### التأثيرات على الكتب المصورة
لطالما حملت الكتب المصورة الأمريكية نغمات وطنية، خاصة خلال الحرب الباردة – ولعل شخصية كابتن أمريكا المثال الأبرز على ذلك. غيرت هجمات 11 سبتمبر المناخ السياسي وأعادت تركيز اهتمام الجمهور على المسلمين. ربما يكون المثال الأكثر شيوعًا للتأثير الذي تركته هجمات الحادي عشر من سبتمبر على الكتب المصورة هو آيرون مان (الرجل الحديدي)، الذي كان صليبيًا سابقًا مناهضًا للشيوعية، أُعيدت بعد ذلك كتابة مبادئه في الرسوم الهزلية بعد 11 سبتمبر وفي فيلم آيرون مان (الرجل الحديدي) الذي حاز على شعبية واسعة في عام 2008. في الفيلم، علم الملياردير توني ستارك أن أسلحته قد بيعت دون علمه لجماعات إرهابية مختلفة بعد اختطافه وتعذيبه في أفغانستان. 

## الرمزية
اكتسبت هجمات 11 سبتمبر معنًى رمزيًا. يرجع ذلك إلى حقيقة أن البرجين التوأمين لمركز التجارة العالمي في مدينة نيويورك قد صُورا كمباني رمزية تمثل القوة المالية الأمريكية، مثلما صُور البنتاغون في مقاطعة أرلينغتون بولاية فرجينيا كمبنى رمزي يمثل القوة العسكرية الأمريكية. بدعم من وسائل الإعلام والأدب، يرى الكثير من الناس أن ما حدث في 11 سبتمبر كان هجومًا على القوة الاقتصادية والعسكرية الأمريكية. علاوة على ذلك، غالبًا ما صُورت الهجمات كرمز لعصر الحرب والإرهاب.